# Свенья Лейбер
Свенья Лейбер (народилася в Гамбурзі в 1975 році) — німецька письменниця.
Свенья Лейбер виросла на півночі Німеччини і деякий час жила в Саудівській Аравії. Сьогодні[коли?] вона живе в Берліні з чоловіком та двома дітьми. У 2005 році з'явився обсяг оповідань «Büchsenlicht», у 2010 році — роман «Шипіно». Вона отримала численні нагороди. «Остання країна» була опублікована в 2014 році Suhrkamp Verlag.